# برادي هسليب
برادي هسليب (بالإنجليزية: Brady Heslip)‏ مواليد 19 يونيو 1990 في أوكفيل، هو لاعب كرة سلة كندي. بدأ مسيرته الاحترافية في سنة 2014. يلعب في دوري الرابطة الوطنية لفئة التطوير كلاعب هجوم خلفي. يحمل الرقم 4. يبلغ طوله 6 قدم 2 بوصة (1.9 م). حقق المركز الثاني في دورة الألعاب الأمريكية 2015. لعب كرة السلة الجامعية في جامعة بايلور. لعب مع نادي إيجوكيا لكرة السلة وبالاكانسترو كانتو.

## الميداليات
| الميدالية | المسابقة                             |
| --------- | ------------------------------------ |
| برونزية   | بطولة أمم الأمريكتين لكرة السلة 2015 |
| فضية      | دورة الألعاب الأمريكية 2015          |

## روابط خارجية
- برادي هسليب على موقع الاتحاد الدولي لكرة السلة (الإنجليزية)
- برادي هسليب على موقع سبورتس رفرنس (الإنجليزية)
- برادي هسليب على موقع كرة السلة الأوروبية.كوم (الإنجليزية)
- برادي هسليب على موقع كلية كرة السلة في سبورتس رفرنس.كوم (الإنجليزية)
- برادي هسليب على موقع ريلجم (الإنجليزية)
- برادي هسليب على موقع بروبوليرز (الإنجليزية)
- برادي هسليب على موقع سبورتس رفرنس (الإنجليزية)
- برادي هسليب على موقع سبورتس رفرنس (الإنجليزية)